# Maranthes panamensis
Maranthes panamensis är en tvåhjärtbladig växtart som först beskrevs av Paul Carpenter Standley, och fick sitt nu gällande namn av Ghillean `Iain' Tolmie Prance och Frank White. Maranthes panamensis ingår i släktet Maranthes och familjen Chrysobalanaceae. Inga underarter finns listade i Catalogue of Life.